# Domaslavice (Proseč pod Ještědem)
Domaslavice (německy Ober-Domaslowitz) je malá vesnice, část obce Proseč pod Ještědem v okrese Liberec. Nachází se asi 1,5 kilometru jihozápadně od Proseče pod Ještědem. Domaslavice leží v katastrálním území Javorník u Českého Dubu o výměře 4,6 km².

## Historie
První písemná zmínka o vesnici pochází z roku 1548.

## Pamětihodnosti
- Několik staveb venkovské architektury z konce 19. nebo počátku 20. století
- Na hranici Domaslavic a Proseči stojí sokolovna čp. 135
- U sokolovny roste strom se svatým obrázkem
- Domaslavický mlýn, který se stal předlohou dolanského mlýna z románu Kříž u potoka od Karoliny Světlé